# Cinque Torri
De Cinque Torri is een kleine berggroep in de Dolomieten. De groep bestaat uit vijf markante toppen en een aantal kleinere rotsen. Het hoogste punt wordt gevormd door de 2361 meter hoge Torre Grande. De vier andere hoofdtoppen zijn de Seconda Torre, Terza Torre (Torre Latina) Quarta Torre en Quinta Torre (Torre Inglese).
De rotsformatie is te bereiken via een stoeltjeslift die van het Rifugio Bai de Dones aan de Falzaregopasweg naar de berghut Scoiattoli (2230 m) gaat. Aan de zuidzijde van de Cinque Torri ligt op 2137 meter hoogte een naar de berggroep vernoemde berghut die met de auto via een smalle weg te bereiken is. Deze weg is in de maanden juli en augustus voor verkeer afgesloten.
Aan de voet van de Cinque Torri ligt een volledige stelling van de Italianen uit de Eerste Wereldoorlog. Deze zijn het hele jaar te bezichtigen.